# Radimella aurita
Radimella aurita är en kräftdjursart som först beskrevs av Tage Skogsberg 1928.  Radimella aurita ingår i släktet Radimella och familjen Hemicytheridae. Inga underarter finns listade i Catalogue of Life.